# Okres Bóly
Okres Bóly (maďarsky Bólyi járás) se nachází v jižním Maďarsku v župě Baranya. Jeho správním centrem je město Bóly.

## Sídla
V okrese se nachází celkem 16 měst a obcí.
Města
- Bóly

Obce
- Babarc
- Belvárdgyula
- Borjád
- Hásságy
- Kisbudmér
- Liptód
- Máriakéménd
- Monyoród
- Nagybudmér
- Olasz
- Pócsa
- Szajk
- Szerderkény
- Töttös
- Versend